# 塔甘杜古
塔甘杜古（法語：Tagandougou），是馬里的城鎮，位於該國南部，由錫卡索區的揚福利拉省負責管轄，面積614平方公里，海拔高度326米，2009年人口5,775，人口密度每平方公里9.4人。